# Panagiōtīs Tachtsidīs
Panagiōtīs Tachtsidīs (in greco Παναγιώτης Ταχτσίδης?; Nauplia, 15 febbraio 1991) è un calciatore greco, centrocampista del CFR Cluj.

## Caratteristiche tecniche
Regista mancino, è un giocatore duttile, che predilige il ruolo di centrocampista difensivo, ma che può essere impiegato anche da centrocampista centrale. Il fisico imponente lo rende particolarmente abile nei contrasti e nel gioco aereo, ma lo penalizza nel passo, facendolo risultare talvolta un po' macchinoso. Possiede una discreta tecnica ed un'apprezzabile visione di gioco e predilige molto il passaggio rasoterra, non disdegnando la conclusione dalla distanza. Può giocare anche da trequartista, anche se le sue caratteristiche fisiche non gli permettono velocità di esecuzione e particolare agilità di movimento.

## Carriera

### Club

#### Gli esordi nell'AEK
Cresciuto nelle giovanili dell'AEK Atene, viene promosso in prima squadra nel 2007 firmando il suo primo contratto da professionista il 1º novembre dello stesso anno. Debutta con la prima squadra contro il Fostiras in Coppa di Grecia. In campionato fa il suo esordio contro il Thrasyvoulos Fylis il 27 gennaio 2008, diventando il giocatore più giovane ad aver giocato con l'AEK Atene con i suoi 16 anni e 348 giorni. Il suo primo gol nelle competizioni professionistiche lo trova il 14 febbraio dell'anno successivo, curiosamente ancora contro il Thrasyvoulos Fylis, quando, subentrato al minuto 62, è artefice della vittoria in extremis della sua squadra. Entra così a far parte in pianta stabile della prima squadra e le sue prestazioni gli valgono un secondo posto come miglior giovane dell'anno del campionato greco alle spalle di Vasilīs Koutsianikoulīs dell'Ergotelis. Nella stagione successiva, Tachtsidis fatica a trovare spazio in prima squadra. Esordisce però in Europa League, giocando da subentrato contro i romeni del Vaslui e come titolare contro l'Everton, e in campionato segna quello che viene eletto il miglior gol della 22ª giornata. Termina la sua ultima stagione in Grecia con dodici presenze e un gol.

#### L'arrivo in Italia: Genoa, Cesena e Grosseto
Il 21 aprile 2010 viene ceduto per 200.000 euro al Genoa, con cui firma un quinquennale da 400 000 euro annui. Il contratto ha validità a partire dalla stagione 2010-2011. Dopo l'arrivo a Genova, l'8 agosto 2010 viene girato in prestito con diritto di riscatto della metà al Cesena.
Il 31 gennaio 2011, non trovando spazio con i romagnoli, viene mandato in prestito al Grosseto, in Serie B. Esordisce con la squadra maremmana il 12 marzo, nella gara vinta 3-2 in casa contro il Pescara, nella quale realizza i due assist del momentaneo 2-1. Termina la stagione con otto presenze, tutte in campionato.

#### Verona
Nel luglio successivo, si trasferisce sempre con la formula del prestito, al Verona, inizialmente per svolgere il ruolo di riserva di Emil Hallfreðsson. Riesce ben presto a conquistarsi una maglia da titolare, diventando uno dei simboli dell'ottima stagione del Verona. Il suo primo gol italiano arriva l'11 febbraio 2012, in Hellas Verona-Ascoli. Termina il campionato con 37 presenze (di cui 35 da titolare) e due gol, ed è annoverato fra i migliori giovani della Serie B insieme a Nicola Sansone, Alessandro Florenzi (che ritroverà poi come compagno alla Roma) e Lorenzo Insigne.

#### Roma
Il 19 luglio 2012, su precisa richiesta dell'allenatore Zdeněk Zeman, viene acquistato dalla Roma con la formula della comproprietà, sottoscrivendo un contratto dalla durata quinquennale.
Il 2 settembre 2012 esordisce con la maglia della Roma nella partita vinta per 3-1 al Meazza contro l'Inter.. Il 27 gennaio 2013 trova la prima rete ufficiale con la maglia della Roma siglando il gol del definitivo 3-3 nella gara contro il Bologna del connazionale Panagiōtīs Kone. Il 20 giugno 2013 il Genoa lo riscatta dalla Roma. Conclude l'esperienza con i giallorossi con un bilancio di 23 presenze e una rete.

#### Catania e Torino
Il 19 luglio 2013 si trasferisce nel Catania nell'ambito dello scambio che ha portato in rossoblu Francesco Lodi.
Esordisce col Catania alla prima giornata nella partita Fiorentina-Catania, incontro finito 2-1 per i viola.
L'8 gennaio 2014 si trasferisce al Torino in prestito secco con diritto di riscatto della metà del cartellino. Il 19 gennaio 2014 esordisce contro il Sassuolo subentrando a Giuseppe Vives nei minuti finali. Segna il suo unico gol in maglia granata il 19 aprile 2014 in occasione del match di campionato contro la Lazio firmando la rete del momentaneo 2-2 (partita terminata 3-3).

#### Ritorno al Verona e Genoa
Il 13 giugno 2014 il Genoa riscatta l'altra metà del cartellino del giocatore dal Catania in un'operazione che vede il riscatto da parte della società siciliana di Francesco Lodi.
Il 18 luglio dello stesso anno, ritorna al Verona a titolo temporaneo con diritto di riscatto. Fa il suo esordio stagionale in campionato alla prima giornata nella trasferta di Bergamo contro l'Atalanta e segna il suo primo gol il 24 settembre 2014, in occasione del pareggio casalingo per 2-2 contro il Genoa.
Gioca tutta la stagione da titolare nella squadra scaligera allenata da Andrea Mandorlini, collezionando a fine campionato 34 presenze e 3 gol. A fine stagione il Verona non esercita il diritto di riscatto e il giocatore ritorna al Genoa per fine prestito.
Rientrato dal prestito al Verona, viene inserito nell'organico del Genoa e parte per il ritiro a Neustift. Segna la prima rete con la squadra ligure il 18 ottobre 2015 in occasione della vittoria per 3-2 contro il Chievo. Il 2 maggio 2016 segna il momentaneo gol del 1-1 nel match casalingo contro la sua ex squadra, la Roma.

#### Ritorno a Torino e Cagliari
Nell'estate 2016 il suo cartellino viene ceduto al Torino, ma il giocatore, “chiuso” dall'altro nuovo acquisto granata Mirko Valdifiori, decide di andare in prestito al Cagliari, dove disputa una stagione da titolare nel centrocampo della squadra allenata da Massimo Rastelli.

#### Olympiakos, Nottingham Forest e Lecce
Il 30 giugno 2017 viene annunciato il suo passaggio a titolo definitivo all'Olympiakos.
Il 5 settembre 2018 passa al Nottingham Forest, altro club posseduto da Evangelos Marinakis, con contratto biennale. Non scende mai in campo con la squadra inglese.
Il 3 gennaio 2019 viene ceduto in prestito con diritto di riscatto al Lecce, in Serie B, con la clausola dell'obbligo di riscatto in caso di promozione in Serie A del club salentino. Diviene un punto fermo dell'undici di Fabio Liverani, mettendo a referto 17 presenze nella stagione culminata con la promozione dei giallorossi in Serie A e 27 presenze nell'annata in massima serie, chiusa con la retrocessione in serie cadetta. Il 21 novembre 2020 realizza il suo primo gol con la maglia del Lecce, nella partita di Serie B vinta per 7-1 in casa contro la Reggiana.

#### Medio Oriente e Romania
Il 16 luglio 2021 si accasa all'Al-Fayha, club della massima divisione saudita, con contratto annuale. Esordisce l'11 agosto seguente, decidendo con un proprio gol la partita di campionato vinta per 1-0 in casa contro l'Al-Ittihad.
Il 30 settembre 2022 si sposta negli Emirati Arabi Uniti, per vestire la maglia del Khor Fakkan. Gioca solo 14 partite con un gol segnato tra campionato e coppa nazionale.
Il 21 luglio 2023 viene ingaggiato dai rumeni del CFR Cluj.

### Nazionale

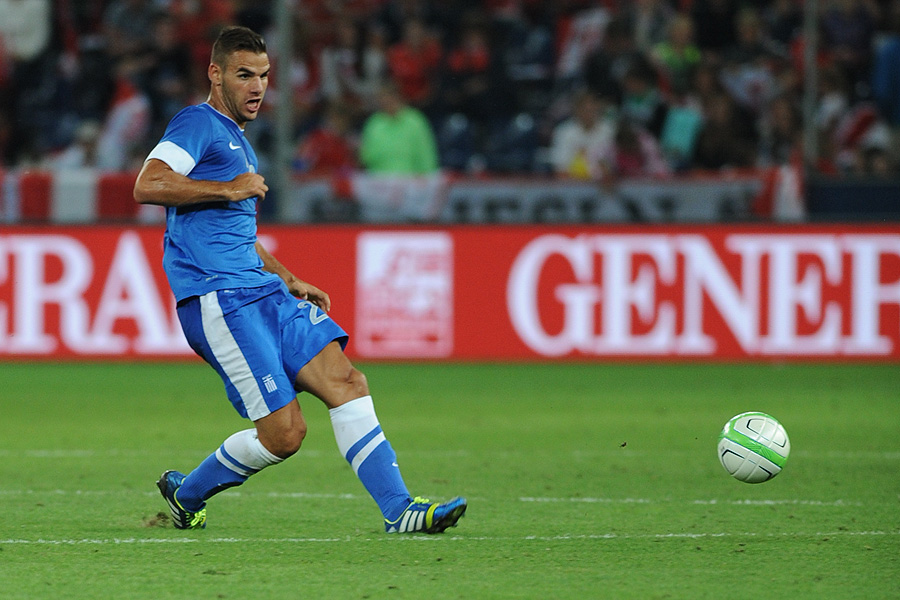
Tachtsidīs in campo con la Grecia contro l' nell'amichevole giocata a Salisburgo nel 2013.

Debutta con la maglia della nazionale greca il 14 novembre 2012 all'Aviva Stadium di Dublino, in occasione dell'amichevole vinta per 1-0 contro l'Irlanda di Giovanni Trapattoni. L'11 ottobre 2015 va a segno per la prima volta con la maglia della nazionale contro l'Ungheria, nella gara vinta degli ellenici per 4-3 e valida per le qualificazioni al campionato d'Europa 2016.

## Statistiche

### Presenze e reti nei club
Statistiche aggiornate al 23 dicembre 2024.
| Stagione         | Squadra           | Campionato       | Campionato | Campionato | Coppe nazionali | Coppe nazionali | Coppe nazionali | Coppe continentali | Coppe continentali | Coppe continentali | Altre coppe | Altre coppe | Altre coppe | Totale | Totale |
| Stagione         | Squadra           | Comp             | Pres       | Reti       | Comp            | Pres            | Reti            | Comp               | Pres               | Reti               | Comp        | Pres        | Reti        | Pres   | Reti   |
| ---------------- | ----------------- | ---------------- | ---------- | ---------- | --------------- | --------------- | --------------- | ------------------ | ------------------ | ------------------ | ----------- | ----------- | ----------- | ------ | ------ |
| 2007-2008        | AEK Atene         | SL               | 1+1        | 0          | CG              | 1               | 0               | CU                 | 0                  | 0                  | -           | -           | -           | 2      | 0      |
| 2008-2009        | AEK Atene         | SL               | 8+1        | 1          | CG              | 4               | 0               | CU                 | 0                  | 0                  | -           | -           | -           | 13     | 1      |
| 2009-2010        | AEK Atene         | SL               | 9          | 1          | CG              | 1               | 0               | UEL                | 2                  | 0                  | -           | -           | -           | 12     | 1      |
| Totale AEK Atene | Totale AEK Atene  | Totale AEK Atene | 20         | 2          |                 | 6               | 0               |                    | 2                  | 0                  |             | -           | -           | 28     | 2      |
| 2010-gen. 2011   | Cesena            | A                | 0          | 0          | CI              | 0               | 0               | -                  | -                  | -                  | -           | -           | -           | 0      | 0      |
| gen.-giu. 2011   | Grosseto          | B                | 8          | 0          | CI              | -               | -               | -                  | -                  | -                  | -           | -           | -           | 8      | 0      |
| 2011-2012        | Verona            | B                | 37+2       | 2+1        | CI              | 0               | 0               | -                  | -                  | -                  | -           | -           | -           | 39     | 3      |
| 2012-2013        | Roma              | A                | 21         | 1          | CI              | 2               | 0               | -                  | -                  | -                  | -           | -           | -           | 23     | 1      |
| 2013-gen. 2014   | Catania           | A                | 12         | 0          | CI              | 0               | 0               | -                  | -                  | -                  | -           | -           | -           | 12     | 0      |
| gen.-giu. 2014   | Torino            | A                | 11         | 1          | CI              | -               | -               | -                  | -                  | -                  | -           | -           | -           | 11     | 1      |
| 2014-2015        | Verona            | A                | 34         | 3          | CI              | 1               | 0               | -                  | -                  | -                  | -           | -           | -           | 35     | 3      |
| Totale Verona    | Totale Verona     | Totale Verona    | 73         | 6          |                 | 1               | 0               |                    | -                  | -                  |             | -           | -           | 74     | 6      |
| 2015-2016        | Genoa             | A                | 24         | 2          | CI              | 1               | 0               | -                  | -                  | -                  | -           | -           | -           | 25     | 2      |
| 2016-2017        | Cagliari          | A                | 26         | 0          | CI              | 0               | 0               | -                  | -                  | -                  | -           | -           | -           | 26     | 0      |
| 2017-2018        | Olympiacos        | SL               | 17         | 0          | CG              | 5               | 1               | UCL                | 3                  | 0                  | -           | -           | -           | 25     | 1      |
| 2018-gen. 2019   | Nottingham Forest | FLC              | 0          | 0          | FACup+CdL       | 0               | 0               | -                  | -                  | -                  | -           | -           | -           | 0      | 0      |
| gen.-giu. 2019   | Lecce             | B                | 17         | 0          | CI              | -               | -               | -                  | -                  | -                  | -           | -           | -           | 17     | 0      |
| 2019-2020        | Lecce             | A                | 28         | 0          | CI              | 1               | 0               | -                  | -                  | -                  | -           | -           | -           | 29     | 0      |
| 2020-2021        | Lecce             | B                | 26+1       | 1          | CI              | 1               | 0               | -                  | -                  | -                  | -           | -           | -           | 28     | 1      |
| Totale Lecce     | Totale Lecce      | Totale Lecce     | 71+1       | 1          |                 | 2               | 0               |                    | -                  | -                  |             | -           | -           | 74     | 1      |
| 2021-2022        | Al-Fayha          | SPL              | 28         | 1          | KC              | 4               | 2               | -                  | -                  | -                  | -           | -           | -           | 32     | 3      |
| ago. 2022        | Al-Fayha          | SPL              | 1          | 0          | KC              | 0               | 0               | -                  | -                  | -                  | -           | -           | -           | 1      | 0      |
| Totale Al Fayha  | Totale Al Fayha   | Totale Al Fayha  | 29         | 1          |                 | 4               | 2               |                    | -                  | -                  |             | -           | -           | 33     | 3      |
| ago. 2022-2023   | Khor Fakkan       | PL               | 9          | 0          | CE+CdL          | 1+4             | 1+0             | -                  | -                  | -                  | -           | -           | -           | 14     | 1      |
| 2023-2024        | CFR Cluj          | L1               | 24+8       | 6+1        | CR              | 3               | 0               | UECL               | 2                  | 0                  | -           | -           | -           | 37     | 7      |
| 2024-2025        | CFR Cluj          | L1               | 12         | 2          | CR              | 3               | 0               | UECL               | 6                  | 0                  | -           | -           | -           | 21     | 1      |
| Totale CFR Cluj  | Totale CFR Cluj   | Totale CFR Cluj  | 44         | 9          |                 | 6               | 0               |                    | 8                  | 0                  |             | -           | -           | 58     | 9      |
| Totale carriera  | Totale carriera   | Totale carriera  | 366        | 23         |                 | 32              | 4               |                    | 13                 | 0                  |             | -           | -           | 411    | 27     |

### Cronologia presenze e reti in nazionale
| Cronologia completa delle presenze e delle reti in nazionale ― Grecia | Cronologia completa delle presenze e delle reti in nazionale ― Grecia | Cronologia completa delle presenze e delle reti in nazionale ― Grecia | Cronologia completa delle presenze e delle reti in nazionale ― Grecia | Cronologia completa delle presenze e delle reti in nazionale ― Grecia | Cronologia completa delle presenze e delle reti in nazionale ― Grecia | Cronologia completa delle presenze e delle reti in nazionale ― Grecia | Cronologia completa delle presenze e delle reti in nazionale ― Grecia |
| Data                                                                  | Città                                                                 | In casa                                                               | Risultato                                                             | Ospiti                                                                | Competizione                                                          | Reti                                                                  | Note                                                                  |
| --------------------------------------------------------------------- | --------------------------------------------------------------------- | --------------------------------------------------------------------- | --------------------------------------------------------------------- | --------------------------------------------------------------------- | --------------------------------------------------------------------- | --------------------------------------------------------------------- | --------------------------------------------------------------------- |
| 14-11-2012                                                            | Dublino                                                               | Irlanda                                                               | 0 – 1                                                                 | Grecia                                                                | Amichevole                                                            | -                                                                     |                                                                       |
| 6-2-2013                                                              | Atene                                                                 | Grecia                                                                | 0 – 0                                                                 | Svizzera                                                              | Amichevole                                                            | -                                                                     | 58’                                                                   |
| 14-8-2013                                                             | Salisburgo                                                            | Austria                                                               | 0 – 2                                                                 | Grecia                                                                | Amichevole                                                            | -                                                                     |                                                                       |
| 6-9-2013                                                              | Vaduz                                                                 | Liechtenstein                                                         | 0 – 1                                                                 | Grecia                                                                | Qual. Mondiali 2014                                                   | -                                                                     | 67’                                                                   |
| 3-6-2014                                                              | Chester                                                               | Nigeria                                                               | 0 – 0                                                                 | Grecia                                                                | Amichevole                                                            | -                                                                     |                                                                       |
| 6-6-2014                                                              | Harrison                                                              | Bolivia                                                               | 1 – 2                                                                 | Grecia                                                                | Amichevole                                                            | -                                                                     | 58’                                                                   |
| 7-9-2014                                                              | Atene                                                                 | Grecia                                                                | 0 – 1                                                                 | Romania                                                               | Qual. Euro 2016                                                       | -                                                                     |                                                                       |
| 11-10-2014                                                            | Helsinki                                                              | Finlandia                                                             | 1 – 1                                                                 | Grecia                                                                | Qual. Euro 2016                                                       | -                                                                     |                                                                       |
| 14-10-2014                                                            | Atene                                                                 | Grecia                                                                | 0 – 2                                                                 | Irlanda del Nord                                                      | Qual. Euro 2016                                                       | -                                                                     |                                                                       |
| 16-6-2015                                                             | Danzica                                                               | Polonia                                                               | 0 – 0                                                                 | Grecia                                                                | Amichevole                                                            | -                                                                     |                                                                       |
| 4-9-2015                                                              | Atene                                                                 | Grecia                                                                | 0 – 1                                                                 | Finlandia                                                             | Qual. Euro 2016                                                       | -                                                                     | 86’                                                                   |
| 11-10-2015                                                            | Atene                                                                 | Grecia                                                                | 4 – 3                                                                 | Ungheria                                                              | Qual. Euro 2016                                                       | 1                                                                     |                                                                       |
| 13-11-2015                                                            | Lussemburgo                                                           | Lussemburgo                                                           | 1 – 0                                                                 | Grecia                                                                | Amichevole                                                            | -                                                                     |                                                                       |
| 17-11-2015                                                            | Istanbul                                                              | Turchia                                                               | 0 – 0                                                                 | Grecia                                                                | Amichevole                                                            | -                                                                     | 46’                                                                   |
| 24-3-2016                                                             | Atene                                                                 | Grecia                                                                | 2 – 1                                                                 | Montenegro                                                            | Amichevole                                                            | -                                                                     | 90+3’                                                                 |
| 29-3-2016                                                             | Atene                                                                 | Grecia                                                                | 2 – 3                                                                 | Islanda                                                               | Amichevole                                                            | -                                                                     | 77’                                                                   |
| 4-6-2016                                                              | Sydney                                                                | Australia                                                             | 1 – 0                                                                 | Grecia                                                                | Amichevole                                                            | -                                                                     | 56’                                                                   |
| 10-10-2016                                                            | Tallinn                                                               | Estonia                                                               | 0 – 2                                                                 | Grecia                                                                | Qual. Mondiali 2018                                                   | -                                                                     | 83’                                                                   |
| 9-11-2016                                                             | Atene                                                                 | Grecia                                                                | 0 – 1                                                                 | Bielorussia                                                           | Amichevole                                                            | -                                                                     | 46’                                                                   |
| 25-3-2017                                                             | Bruxelles                                                             | Belgio                                                                | 1 – 1                                                                 | Grecia                                                                | Qual. Mondiali 2018                                                   | -                                                                     | 29’, 65’                                                              |
| 10-10-2017                                                            | Atene                                                                 | Grecia                                                                | 4 – 0                                                                 | Gibilterra                                                            | Qual. Mondiali 2018                                                   | -                                                                     |                                                                       |
| 9-11-2017                                                             | Zagabria                                                              | Croazia                                                               | 4 – 1                                                                 | Grecia                                                                | Qual. Mondiali 2018                                                   | -                                                                     | 62’                                                                   |
| 12-11-2017                                                            | Atene                                                                 | Grecia                                                                | 0 – 0                                                                 | Croazia                                                               | Qual. Mondiali 2018                                                   | -                                                                     | 24’                                                                   |
| 27-3-2018                                                             | Zurigo                                                                | Egitto                                                                | 0 – 1                                                                 | Grecia                                                                | Amichevole                                                            | -                                                                     | 74’                                                                   |
| 15-5-2018                                                             | Siviglia                                                              | Arabia Saudita                                                        | 2 – 0                                                                 | Grecia                                                                | Amichevole                                                            | -                                                                     |                                                                       |
| Totale                                                                |                                                                       | Presenze                                                              | 25                                                                    |                                                                       | Reti                                                                  | 1                                                                     |                                                                       |

| Cronologia completa delle presenze e delle reti in nazionale ― Grecia under 21 | Cronologia completa delle presenze e delle reti in nazionale ― Grecia under 21 | Cronologia completa delle presenze e delle reti in nazionale ― Grecia under 21 | Cronologia completa delle presenze e delle reti in nazionale ― Grecia under 21 | Cronologia completa delle presenze e delle reti in nazionale ― Grecia under 21 | Cronologia completa delle presenze e delle reti in nazionale ― Grecia under 21 | Cronologia completa delle presenze e delle reti in nazionale ― Grecia under 21 | Cronologia completa delle presenze e delle reti in nazionale ― Grecia under 21 |
| Data                                                                           | Città                                                                          | In casa                                                                        | Risultato                                                                      | Ospiti                                                                         | Competizione                                                                   | Reti                                                                           | Note                                                                           |
| ------------------------------------------------------------------------------ | ------------------------------------------------------------------------------ | ------------------------------------------------------------------------------ | ------------------------------------------------------------------------------ | ------------------------------------------------------------------------------ | ------------------------------------------------------------------------------ | ------------------------------------------------------------------------------ | ------------------------------------------------------------------------------ |
| 28-3-2009                                                                      | Tripoli                                                                        | Grecia under 21                                                                | 3 – 1                                                                          | Macedonia under 21                                                             | Qual. Europeo Under-21 2011                                                    | -                                                                              |                                                                                |
| 6-6-2009                                                                       | Marijampolė                                                                    | Lituania under 21                                                              | 0 – 1                                                                          | Grecia under 21                                                                | Qual. Europeo Under-21 2011                                                    | -                                                                              |                                                                                |
| 12-8-2009                                                                      | ?                                                                              | Slovacchia under 21                                                            | 1 – 0                                                                          | Grecia under 21                                                                | Amichevole                                                                     | -                                                                              |                                                                                |
| 8-9-2009                                                                       | Tripoli                                                                        | Grecia under 21                                                                | 1 – 1                                                                          | Inghilterra under 21                                                           | Qual. Europeo Under-21 2011                                                    | -                                                                              |                                                                                |
| 9-10-2009                                                                      | Tripoli                                                                        | Grecia under 21                                                                | 2 – 1                                                                          | Portogallo under 21                                                            | Qual. Europeo Under-21 2011                                                    | -                                                                              |                                                                                |
| 13-10-2009                                                                     | Tripoli                                                                        | Grecia under 21                                                                | 1 – 0                                                                          | Lituania under 21                                                              | Qual. Europeo Under-21 2011                                                    | -                                                                              |                                                                                |
| 17-11-2009                                                                     | Olhão                                                                          | Portogallo under 21                                                            | 2 – 1                                                                          | Grecia under 21                                                                | Qual. Europeo Under-21 2011                                                    | -                                                                              |                                                                                |
| 17-11-2010                                                                     | ?                                                                              | Grecia under 21                                                                | 1 – 0                                                                          | Norvegia under 21                                                              | Amichevole                                                                     | -                                                                              |                                                                                |
| 9-2-2011                                                                       | Nea Smirni                                                                     | Grecia under 21                                                                | 0 – 0                                                                          | Germania under 21                                                              | Amichevole                                                                     | -                                                                              |                                                                                |
| 29-2-2012                                                                      | Halle                                                                          | Germania under 21                                                              | 1 – 0                                                                          | Grecia under 21                                                                | Qual. Europeo Under-21 2013                                                    | -                                                                              |                                                                                |
| Totale                                                                         |                                                                                | Presenze                                                                       | 10                                                                             |                                                                                | Reti                                                                           | 0                                                                              |                                                                                |

## Palmarès

### Competizioni nazionali
- Coppa del Re dei Campioni: 1

Al Fayha: 2021-2022
- Coppa di Romania: 1

CFR Cluj: 2024-2025